# Rally de Irlanda de 2009
El Rally de Irlanda de 2009, oficialmente 4th Rally Ireland fue la cuarta edición y la primera ronda de la temporada 2009 del Campeonato Mundial de Rally. Se celebró en las cercanías de Sligo, Connacht y contó con un itinerario de diecinueve tramos sobre asfalto que sumaban un total de 349.65 km cronometrados.  El rally de Irlanda que se celebra por segunda vez como puntuable para el campeonato del mundo, abría el calendario sustituyendo al Rally de Montecarlo que ese año se salía del calendario.

## Itinerario y ganadores
| Día        | Tramo | Hora  | Tramo            | Distancia | Ganador            | Tiempo          | Vel. media      | Líder rally        |
| ---------- | ----- | ----- | ---------------- | --------- | ------------------ | --------------- | --------------- | ------------------ |
| 1 (30 ene) | SS1   | 08:13 | Glenboy 1        | 22.25 km  | Jari-Matti Latvala | 12:44.0         | 104.8 km/h      | Jari-Matti Latvala |
| 1 (30 ene) | SS2   | 09:01 | Cavan 1          | 15.09 km  | Sébastien Loeb     | 8:31.5          | 106.2 km/h      | Urmo Aava          |
| 1 (30 ene) | SS3   | 09:42 | Aughnasheelan 1  | 25.19 km  | Sébastien Loeb     | 14:35.2         | 103.6 km/h      | Urmo Aava          |
| 1 (30 ene) | SS4   | 13:02 | Glenboy 2        | 22.25 km  | Sébastien Loeb     | 11:37.4         | 114.9 km/h      | Sébastien Loeb     |
| 1 (30 ene) | SS5   | 13:50 | Cavan 2          | 15.09 km  | Sébastien Loeb     | 7:40.5          | 118.0 km/h      | Sébastien Loeb     |
| 1 (30 ene) | SS6   | 14:31 | Aughnasheelan 2  | 25.19 km  | Sébastien Loeb     | 13:44.6         | 110.0 km/h      | Sébastien Loeb     |
| 1 (30 ene) | SS7   | 18:54 | Murley           | 24.70 km  | Tramo cancelado    | Tramo cancelado | Tramo cancelado | Sébastien Loeb     |
| 1 (30 ene) | SS8   | 19:39 | Fardross         | 14.77 km  | Tramo cancelado    | Tramo cancelado | Tramo cancelado | Sébastien Loeb     |
| 2 (31 ene) | SS9   | 08:13 | Sloughan Glen 1  | 27.76 km  | Sébastien Loeb     | 14:43.3         | 113.1 km/h      | Sébastien Loeb     |
| 2 (31 ene) | SS10  | 09:06 | Ballinamallard 1 | 25.46 km  | Sébastien Loeb     | 13:02.1         | 117.2 km/h      | Sébastien Loeb     |
| 2 (31 ene) | SS11  | 09:49 | Tempo 1          | 13.46 km  | Sébastien Loeb     | 7:33.1          | 106.9 km/h      | Sébastien Loeb     |
| 2 (31 ene) | SS12  | 13:57 | Sloughan Glen 2  | 27.76 km  | Mikko Hirvonen     | 14:33.9         | 114.4 km/h      | Sébastien Loeb     |
| 2 (31 ene) | SS13  | 14:50 | Ballinamallard 2 | 25.46 km  | Sébastien Loeb     | 12:51.4         | 118.8 km/h      | Sébastien Loeb     |
| 2 (31 ene) | SS14  | 15:33 | Tempo 2          | 13.46 km  | Sébastien Loeb     | 7:30.1          | 107.7 km/h      | Sébastien Loeb     |
| 3 (1 feb)  | SS15  | 08:35 | Geevagh          | 11.48 km  | Mikko Hirvonen     | 6:11.3          | 111.3 km/h      | Sébastien Loeb     |
| 3 (1 feb)  | SS16  | 09:00 | Arigna           | 10.88 km  | Sébastien Loeb     | 6:03.6          | 107.7 km/h      | Sébastien Loeb     |
| 3 (1 feb)  | SS17  | 09:51 | Lough Gill       | 13.51 km  | Mikko Hirvonen     | 6:27.0          | 125.7 km/h      | Sébastien Loeb     |
| 3 (1 feb)  | SS18  | 12:09 | Donegal Bay      | 14.47 km  | Mikko Hirvonen     | 8:09.7          | 106.4 km/h      | Sébastien Loeb     |
| 3 (1 feb)  | SS19  | 13:10 | Donegal Town     | 1.50 km   | Mikko Hirvonen     | 1:08.1          | 79.3 km/h       | Sébastien Loeb     |

## Clasificación final
| Pos.     | Piloto            | Copiloto          | Automóvil            | Tiempo    | Diferencia | Puntos  |
| General  | General           | General           | General              | General   | General    | General |
| -------- | ----------------- | ----------------- | -------------------- | --------- | ---------- | ------- |
| 1.       | Sébastien Loeb    | Daniel Elena      | Citroën C4 WRC       | 2:48:25.7 |            | 10      |
| 2.       | Dani Sordo        | Marc Marti        | Citroën C4 WRC       | 2:49:53.6 | +1:27.9    | 8       |
| 3.       | Mikko Hirvonen    | Jarmo Lehtinen    | Ford Focus RS WRC 08 | 2:50:33.5 | +2:07.8    | 6       |
| 4.       | Henning Solberg   | Cato Menkerud     | Ford Focus RS WRC 08 | 2:54:58.1 | +6:32.4    | 5       |
| 5.       | Chris Atkinson    | Stéphane Prévot   | Citroën C4 WRC       | 2:56:17.6 | +7:51.9    | 4       |
| 6.       | Sébastien Ogier   | Julien Ingrassia  | Citroën C4 WRC       | 2:59:09.7 | +10:44.0   | 3       |
| 7.       | Matthew Wilson    | Scott Martin      | Ford Focus RS WRC 08 | 2:59:49.5 | +11:23.8   | 2       |
| 8.       | Khalid al-Qassimi | Michael Orr       | Ford Focus RS WRC 08 | 3:02:33.6 | +14:07.9   | 1       |
| JWRC     |                   |                   |                      |           |            |         |
| 1. (16.) | Aaron Burkart     | Michael Kölbach   | Suzuki Swift S1600   | 3:16:41.5 |            | 10      |
| 2. (17.) | Martin Prokop     | Jan Tománek       | Citroën C2 S1600     | 3:17:28.8 | +47.3      | 8       |
| 3. (19.) | Simone Bertolotti | Luca Celestini    | Suzuki Swift S1600   | 3:25:41.6 | +9:00.1    | 6       |
| 4. (20.) | Yoann Bonato      | Benjamin Boulloud | Suzuki Swift S1600   | 3:29:47.7 | +13:06.2   | 5       |
| 5. (22.) | Kevin Abbring     | Erwin Mombaerts   | Renault Clio S1600   | 3:34:19.5 | +17:38.0   | 4       |
| 6. (25.) | Luca Griotti      | Corrado Bonato    | Renault Clio S1600   | 3:43:49.9 | +27:08.4   | 3       |